# دونالد بوكانان بلو
دونالد بوكانان بلو هو سياسي كندي، ولد في 5 مايو 1901 في كندا، وتوفي في 4 ديسمبر 1974. حزبياً، نشط في الحزب الليبرالي الكندي. وقد انتخب عضو مجلس العموم الكندي.